# Sybra tamborensis
Sybra tamborensis är en skalbaggsart som beskrevs av Stefan von Breuning 1956. Sybra tamborensis ingår i släktet Sybra och familjen långhorningar. Inga underarter finns listade i Catalogue of Life.